# Oberlausitzer Gewerbe- und Industrieausstellung

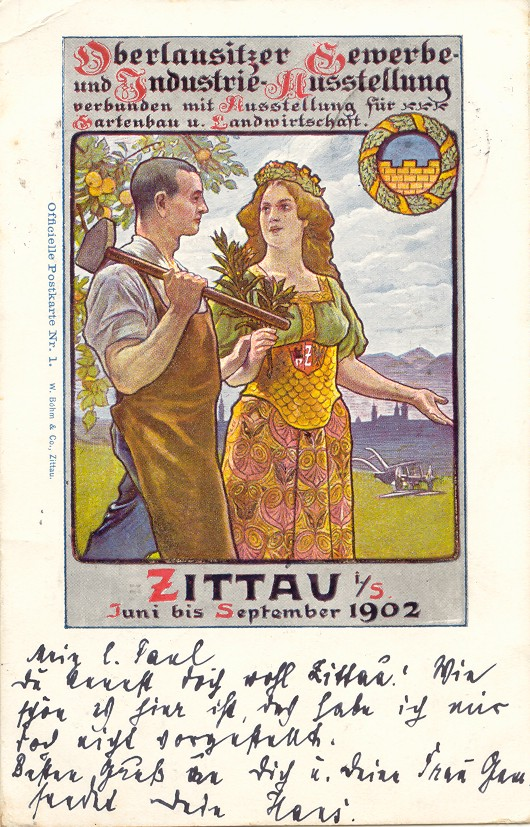
Offizielle Ansichtskarte Nr. 1

Die Oberlausitzer Gewerbe- und Industrieausstellung fand 1902 in Zittau statt. Mit ihr war eine Ausstellung für Gartenbau und Landwirtschaft verbunden.
Am 11. Dezember 1900 trat der Zittauer Stadtrat zum ersten Mal zu einer Sitzung zusammen, die sich mit dem Thema der Durchführung einer Ausstellung beschäftigte. Am 18. Januar 1901 wandte sich der Gewerbeverein mit einem Schreiben an den Stadtrat und lud diesen zu einem Vortrag des Geschäftsführers der erfolgreich verlaufenen Erzgebirgischen Gewerbe-Industrie-Ausstellung zu Freiberg 1894 ein. Es wurde angekündigt, dass der „Redner sich über seine Erfahrungen in der Ausstellungsangelegenheit verbreiten und praktische Winke für das hier beabsichtigte Unternehmen erteilen wird“.
Am 28. Mai 1901 kam es schließlich zum Beschluss des Stadtrates die Ausstellung durchzuführen. Die Stadt zeichnet 30.000 Mark Startkapital und legte den Ort der Ausstellung fest. Diese sollte in der Weinau zwischen Ringallee, Straße nach Kleinschönau und Querallee stattfinden, wobei die „Bepflanzung … nicht beschädigt werden (darf)“.
Im Juni 1901 erfolgte der Aufruf zur Ausstellung. Am 8. August besichtigte der Stadtrat das Ausstellungsareal und fasste Beschlüsse über Art und Umfang vorzunehmender gartenbaulicher Veränderungen.
Im November wurde in einem Aufruf zur weiteren Förderung des Anliegens erstmals auch der beabsichtigte Umfang der Ausstellung dargestellt. So sollten drei verschiedene Abteilungen mit insgesamt 25 Gruppen von Ausstellern gebildet werden.
Im Einzelnen waren folgende Ausstellergruppen geplant:
Abteilung I

Gewerbe und Industrie:
Gruppe 1: Bergbau und Hüttenwesen

Gruppe 2: Industrie der Steine und Erden

Gruppe 3: Metallverarbeitung

Gruppe 4: Industrie der Maschinen und Instrumente, Elektrotechnik, Transportmittel

Gruppe 5: Chemische Industrie

Gruppe 6: Industrie der Leuchtstoffe, Seifen, Fette, Öle einschließlich der Beleuchtungskörper

Gruppe 7: Textilindustrie

Gruppe 8: Papierindustrie, Galanterie und Kurzwaren

Gruppe 9: Lederindustrie und Wagenbau

Gruppe 10: Industrie der Holzschnitzstoffe, einschließlich der Möbelindustrie

Gruppe 11: Industrie der Nahrungs- und Genussmittel

Gruppe 12: Bekleidungs- und Reinigungsindustrie

Gruppe 13: Baugewerbe, Ingenieurwesen und Installation

Gruppe 14: Polygrafische Gewerbe und Werke des Verlags

Gruppe 15: Verschiedenes

Abteilung II

Landwirtschaft, Gärtnerei, Forstwirtschaft und Fischerei:
Gruppe 1: Landwirtschaft

Gruppe 2: Kunst- und Handelsgärtnerei

Gruppe 3: Gemüsegärtnerei

Gruppe 4: Forstwirtschaft

Gruppe 5: Fischerei

Abteilung III

Schul- und Unterrichtswesen:
Gruppe 1: Gewerbliche Schulen

Gruppe 2: Zeichenschulen

Gruppe 3: Landwirtschaftliche Schulen

Gruppe 4: Handfertigkeit und Knabenbeschäftigung

Gruppe 5: Lehrmittel

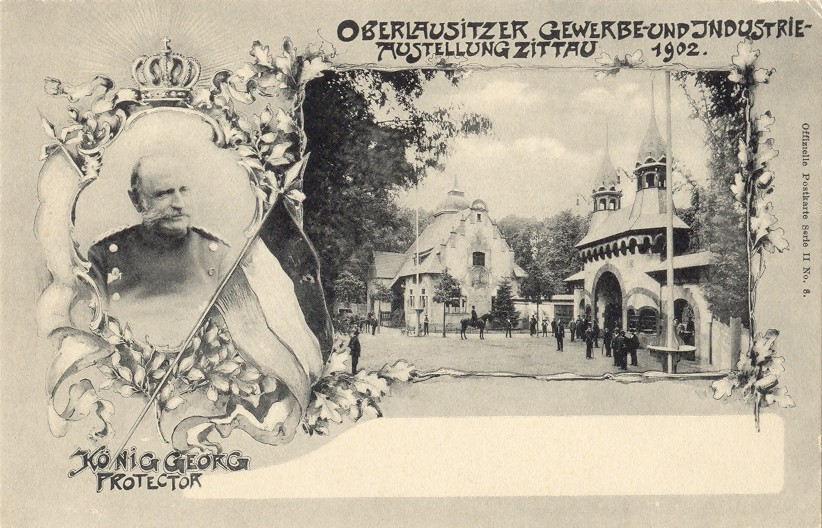
Offizielle Ansichtskarte Nr. 8

Am 12. Mai 1902 übernahm der sächsische König Albert das Protektorat über die Ausstellung und am 12. Juni 1902 schließlich erfolgte die Anzeige der Eröffnung. Diese fand dann am 21. Juni 1902 ohne Feier statt, denn zwei Tage zuvor war König Albert verstorben. An seiner Stelle übernahm dessen Bruder König Georg am 12. Juli 1902 das Protektorat über die Ausstellung.
Die Ausstellung entwickelte sich zu einer beeindruckenden Leistungsschau der sächsischen Wirtschaft. Zahlreiche namhafte Unternehmen nutzten diese um für Ihre Produkte zu werben. Dies bestätigt auch die Liste der Preisträger, die am Ende mit einer der 14 Staatsmedaillen ausgezeichnet wurden:
- Aktien Gesellschaft Görlitzer Maschinenbau-Anstalt und Eisengießerei
- Hermann Brendler & Co, Spremberger Syenitbrüche, Neusalza i. Sa.
- Flachsspinnerei H.C. Müller, Hirschfelde i. Sa.
- August Förster, Hofpianoforte-Fabrik, Löbau i. Sa.
- Höhere Webschule Zittau
- Gebrüder Neumann, Baumschulenbesitzer, Olbersdorf
- Hermann Bellmann, Zementstein Fabrik, Zittau
- Adolph Pelz, Schlossermeister, Zittau
- Richter & Goldberg, Damastweberei, Großschönau
- Rockstroh & Schneider Nachf. AG, Dresden-Heidenau
- Richard Schlein, Glasmalerei, Zittau
- C.L. Türcke, Hofglasmalerei, Zittau
- Vereinigte Bautzner Papierfabriken, Bautzen
- Max Vetterlein, Jalousie-Fabrik, Zittau

Darüber hinaus gab es eine Vielzahl weiterer Auszeichnungen. So wurden 15 Ehrenpreise verliehen
und eine Vielzahl von goldenen und silbernen Medaillen.

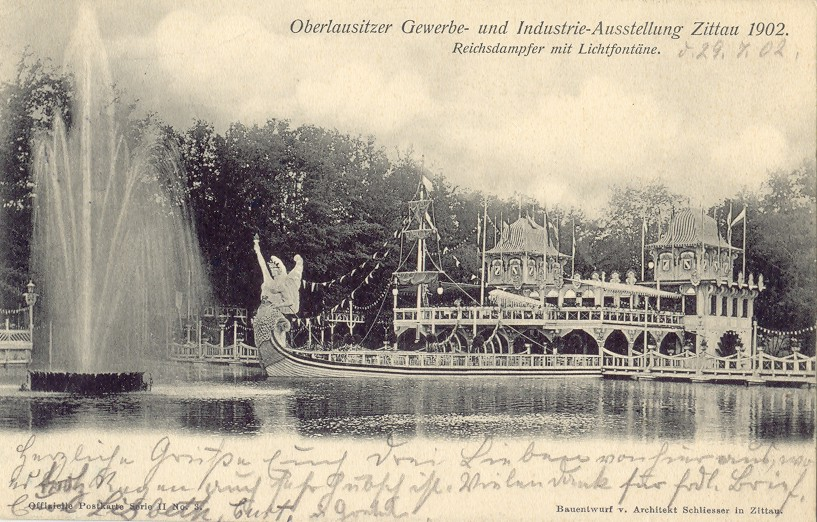
Offizielle Ansichtskarte Nr. 3

Die Ausstellung erfreute sich auch bei den Besuchern einer großen Beliebtheit. Eine genaue Anzahl der Besucher lässt sich nicht angeben, insgesamt wurden aber 164.033,29 Mark an Eintrittsgeldern eingenommen – womit die im Haushaltsplan anvisierte Größenordnung von 100.000 Mark deutlich übertroffen worden ist. 30.243 Mark wurden allein durch den Verkauf von Dauerkarten eingenommen, der Monat Juli war mit 55.675,71 Mark für Tages- und Abendkarten der einnahmeträchtigste. Die größte Tageseinnahme war dem Trachtenfest zu danken, man schätzt den Tagesbesuch auf etwa 25.000 Personen.
Den großen Besucherandrang verdankte die Ausstellung neben den eigentlichen Firmenpräsentationen sicher auch zahlreichen Sonderveranstaltungen. Fast jeden Abend fanden Konzerte und Varieteveranstaltungen statt. Eine Vielzahl von Gasthäusern, Cafés und Brauereiausschänken lud die Besucher ein. Eine besondere Attraktion war dabei das Restaurant Reichsdampfer.
Am 22. September 1902 endete die Ausstellung. Sie schloss mit einem Reingewinn von 30.917,65 Mark, was unter den gegebenen wirtschaftlichen Umständen eine hervorragende Bilanz war. Die Kosten einschließlich derjenigen für Wasser- und Gasanlagen, Wege- und Platzanlagen, Baupläne, Honorare usw. betrugen insgesamt 137.615,39 Mark. Das Gesamtvolumen der Einnahmen und Ausgaben betrug 333.355,60 Mark.

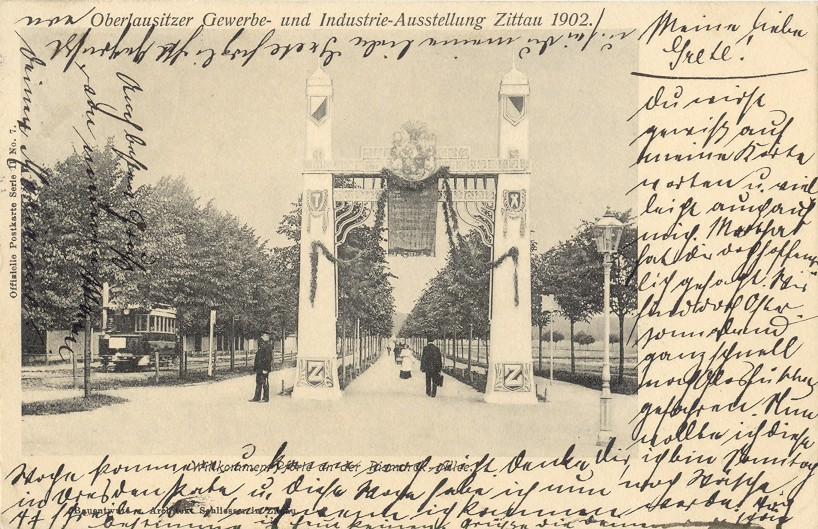
Offizielle Ansichtskarte Nr. 7

Einer besonderen Erwähnung bedarf noch die Lösung des Transportproblems, schließlich lag das Ausstellungsgelände ca. 2,5 km vom Bahnhof und etwa 2 km vom Markt entfernt. Deshalb wurde extra für den Zeitraum der Ausstellung eine Straßenbahnlinie vom Stadtzentrum bis zum Eingang zur Ausstellung errichtet.
Am 28. Juni konnte die Probefahrt auf der ca. 1,9 km langen Strecke vorgenommen werden. Gefahren wurde von 8:00 Uhr morgens bis 1:00 Uhr nachts viertelstündlich, tagsüber bei Bedarf alle 10 Minuten. Der Fahrpreis betrug 15 Pfennige. Am letzten Ausstellungstag um 18:00 Uhr wurde der Betrieb eingestellt und anschließend die Bahn wieder abgebaut. Insgesamt wurden während des 86 Tage dauernden Betriebs 270.979 Fahrgäste befördert.